# Oslabení koruny v roce 2013
V listopadu 2013 provedla ČNB oslabení koruny, aby udržela kurz 27 Kč za euro. Cílem ČNB je udržet tento kurz alespoň rok a půl. Důvodem k tomuto kroku mělo být podpoření domácí spotřeby díky zdražení zboží z dovozu a předejití deflaci. Podle bývalého viceguvernéra ČNB Luďka Niedermayera ČNB sázela na to, že kvůli vyšším cenám budou lidé více utrácet a méně spořit. Analytici ale varovali, že místo povzbuzení utrácení oslabení koruny přinese utlumení poptávky. Protože ceny v lednu meziročně vzrostly jenom o 0,2 %, mohla být česká ekonomika podle Michala Kozuba bez zásahu ČNB opravdu v deflaci. Za celý rok 2013 se vývozní ceny zvýšily o 1,2 % a dovozní se snížily o 0,2 %. Ke 3. únoru 2014 stálo stažení kurzu koruny už 7,5 miliardy eur.
V dubnu roku 2014 se růst cen způsobený oslabením koruny neprojevil, meziměsíčně stouply ceny těstovin, masa, vajec a mléka, naopak poklesly ceny másla, ovoce a zeleniny, takže situace vypadá, že oslabení koruny nebylo dostatečné.
Kvůli snížení ceny koruny byla na členy bankovní rady podáno trestní oznámení pro podezření ze spáchání trestného činu zneužití pravomoci úřední osoby podle ustanovení § 329 odst. 1 písm. a/, odst. 3 písm. a/, b/, trestního zákoníku. Trestní oznámení bylo dne 21. března 2014 odloženo, protože nebylo zjištěno odůvodněné podezření či informace nasvědčující tomu, že byl spáchán trestný čin.